# Hutyriwka (obwód charkowski)
Hutyriwka (ukr. Гутирівка) – wieś na Ukrainie, w obwodzie charkowskim, w rejonie krasnohradzkim, w hromadzie Kehycziwka. W 2001 liczyła 214 mieszkańców.